# Bellocq-Tamponade
Die sog. Bellocq-Tamponade oder hintere Nasentamponade dient zur Stillung von Nasenbluten (Epistaxis) bei einer Blutungsquelle in den hinteren Nasenabschnitten.

## Anwendung
Die Bellocq-Tamponade wird in Lokalanästhesie oder (besser) in Allgemeinanästhesie durchgeführt.
Ein weicher Katheter wird durch die Nase in den Rachen vorgeschoben und von dort mit einer Fasszange aus dem Mund herausgeleitet. An den Katheter wird ein kräftiger Faden geknüpft, der am anderen Ende einen Gaze-Tampon eingebunden hat. Der Katheter wird nun samt dem Faden aus der Nase herausgezogen, wodurch der Tampon in den Nasenrachen gezogen wird und dort die hintere Nasenöffnung (Choane) verschließt. Anschließend wird die Nase mit einer vorderen Tamponade versorgt und der Faden des Tampons an der Nase fixiert. Der Hohlraum der Nase (Cavum nasi) ist nun von vorne und hinten verschlossen, sodass die Blutung zum Stillstand kommen muss, auch wenn die Blutungsstelle nicht durch den Tampon direkt komprimiert wird.
Schonender, aber nicht immer ausreichend, ist die Verwendung eines Ballonkatheters, der durch die Nase bis in den Nasenrachen vorgeschoben wird und dessen Ballon mit Kochsalzlösung aufgepumpt wird. Der Ballon wird nun durch Zug am Katheter in die Choane gepresst und der Katheter selbst im Anschluss an eine vordere Nasentamponade am Naseneingang fixiert. Es stehen auch sog. pneumatische Nasentampons zur Verfügung, die in die Nase bis in den Nasenrachen geschoben werden und mit Luft gefüllt werden. Dabei wird der gesamte Nasenraum ausgefüllt und komprimiert.
Als Alternative zur Tamponade besteht eventuell die Möglichkeit einer endoskopischen Koagulation der Arteria sphenopalatina.

## Geschichtliches
Die erste Beschreibung einer hinteren Nasentamponade stammt von Henry François Le Dran (1685–1770), der einen mit dem Finger hinter das Zäpfchen platzierten Faden mit daran befestigtem Tampon mit einer zarten Zange durch die Nase nach vorne zog. Eine ähnliche Vorgangsweise wurde schon von Hippokrates beschrieben, allerdings zur Entfernung eines Nasenpolypen.
Der Name Bellocq wird im 19. Jahrhundert in Zusammenhang mit einem Gerät für die hintere Nasentamponade genannt. Wer als erster dieses Instrument beschrieb, lässt sich jedoch aus der Literatur nicht rekonstruieren, ebenso wenig die korrekte Schreibweise (Bellocq, Belloc, Belloq). Es handelte sich bei dem Gerät um ein Metallröhrchen mit einer darin gleitenden Metallfeder, das durch die Nase in den Nasenrachen geschoben wurde und so ermöglichte, den Faden mit dem Tampon nach vorne zu ziehen, wo er fixiert wurde. J.-F.-L. Deschamps beschrieb in seinem Buch Traité des maladies des fosses nasales et de leurs sinus (1803), dass die hintere Nasentamponade dank der elastischen Sonde von Bellocq weniger gefährlich geworden sei, ohne nähere Angaben zur Person Bellocqs. Voltolini nannte Jean-Louis Belloc (1730–1807), Verfasser einer gerichtsmedizinischen Abhandlung, als Erfinder, was vermutlich auf einer Verwechslung mit dem Autor der Publikation Sur quelques hémorragies particulières, et sur moyen d'y remédier namens M. Belloq beruht. Allerdings findet in dieser Publikation das Nasenbluten keine Erwähnung.
Obwohl oft genannt, dürfte das Bellocq-Instrument oder die angeblich von dem bereits erwähnten J. L. Belloq erfundene Belloqsche Röhre nur wenig verwendet worden sein. Schon im 19. Jahrhundert wurde häufig als Alternative ein weicher Gummikatheter empfohlen.
Ungeachtet dessen, dass weder die Person Bellocqs noch die Schreibweise des Namens eindeutig angegeben werden können, hat sich der Name als „der Bellocq“ verselbständigt zum Synonym für die hintere Nasentamponade, zumindest im deutschsprachigen Raum.